# Odenville, Alabama
Odenville là một thị trấn thuộc quận St. Clair, tiểu bang Alabama, Hoa Kỳ. Dân số năm 2009 là 2898 người, mật độ đạt 83 người/km².